# 元数据注册系统
元数据注册系统（英語：Metadata registry），又称为元数据注册库，是指在一家组织机构当中，用来采取某种受控方法，存储和维护元数据定义的中枢部位。

## 元数据注册系统之用途
在一家组织机构内部或一群组织机构内部，每当必须协调一致地使用数据的时候，就会需要元数据注册系统。关于这些情况的例子包括：
1. 那些采用诸如XML, Web Services或EDI之类的结构来传送数据的组织机构。
2. 那些需要数据定义随着时间的推移，在不同组织机构或过程之间保持协调一致的组织机构，例如正在构建数据仓库的组织机构。
3. 那些正在试图打破陷入应用程序或私有文件格式重围之中的信息孤岛的组织机构。

任何元数据管理项目章程之核心就是，与利益相关方之间建立信任关系以及由合适的参与方对定义和结构加以审核和批准的过程。

## 元数据注册系统的共同特征
元数据注册系统通常具有下列特征：
1. 元数据注册系统属于保护区，只有经过批准的人员才能对其作出变更。
2. 元数据注册系统存储的是数据元，而后者之中则进而包括语义和表达形式。
3. 元数据注册系统的语义区之中包含的是具有精确定义的数据元的含义。
4. 元数据注册系统的表达区之中定义的是如何采用某种特定的格式来表达数据，比如采用某种数据库，或者采用诸如XML之类的某种结构化文件格式。

## 语义与系统特异性约束之间的明确分离
元数据注册系统用于存储语义（数据元的含义）和系统特异性约束（比如，字符串的最大长度），因而重要的一点就是，要确定出究竟是那些系统施加的这些约束并对这些信息加以记录。例如，字符串的最大长度不应当改变数据元的含义。
国际标准化组织（International Organization for Standardization，ISO）已经颁布了称为ISO/IEC 11179的元数据注册系统标准以及ISO15000-3和ISO15000-4 ebXML注册系统与存储库 (英文：ebXML registry and repository，regrep) （页面存档备份，存于） EbXML RegRep。

## 元数据注册系统角色
元数据注册系统往往是由某家组织机构的数据架构师或数据建模团队来负责建立和管理的。
另外，还往往把数据元指派给数据管理员或数据管理团队，由他们负责具体数据元的维护工作。

## 元数据要素工作流程
元数据注册系统往往都备有正式的数据元提交、批准和发布批准过程。在每个数据元发布之前，都应当得到数据管理团队的认可，并且经过了审核。在发布之后，就应当采用变更控制过程。

## 元数据导航、搜索及发布
元数据注册系统往往结构庞大而又错综复杂，因而常常需要导航、可视化和搜索工具。层级结构式查阅工具常常是元数据注册系统之中的一个基本的组成部分。元数据发布旨在向人员及其他系统提供数据元定义和结构。

## 公共元数据注册系统范例
- Apelon医学注册系统（Apelon Medical Registry） （页面存档备份，存于）
- 澳大利亚卫生与福利研究院（Australian Institute of Health and Welfare）METeOR元数据注册系统 （页面存档备份，存于）
- 都柏林核心元数据注册系统（Dublin Core Metadata Registry）
- 癌症数据标准储存库（Cancer Data Standards Repository，caDSR）
- 全球司法XML数据模型（Global Justice XML Data Model，GJXDM)
- 明尼苏达州教育部元数据注册系统 (K-12数据)
- 明尼苏达州税务部数据注册系统 (房地产交易)
- 美国国家信息交换模型（National Information Exchange Model） （页面存档备份，存于）
- 美国国家科学数字图书馆（National Science Digital Library，NSDL)元数据注册系统 （页面存档备份，存于）
- 美国国家标准及技术研究所HL7/HIMSS/IHE ebXML注册系统（NIST ebXML Registry for HL7 / HIMSS / IHE）
- 美国国防部元数据注册系统（Department of Defense Metadata Registry） (需要注册)
- 美国环境保护署（Environmental Protection Agency） - 环境数据注册库（Environmental Data Registry）

## 元数据注册系统厂商/解决方案
- Data Advantage Group MetaCenter （页面存档备份，存于）
- Data Foundations Metadata Registry （页面存档备份，存于）
- InfoLibrarian Metadata Integration Framework （页面存档备份，存于）
- Masai Technologies M:GRID （页面存档备份，存于）
- SAS Metadata Repository
- The Society of Motion Picture and Television Engineers Metadata Dictionary; Registry of Metadata Element Descriptions （页面存档备份，存于）
- freebXML Registry, A royalty-free open source project implementing OASIS ebXML RegRep standard （页面存档备份，存于）
- Wellfeet Software's WellGEO RegREP product provides an integrated Registry and Repository specialized for Geographical Information (GI) managament （页面存档备份，存于）